# Dynabook Inc.
Dynabook Inc. (яп. Dynabook株式会社, Dainabukku Kabushiki-gaisha), стилізовано як dynabook, є японським виробником персональних комп'ютерів, що базується в Кото, Токіо, належить Sharp Corporation; до 2018 року він був частиною компанії Toshiba під торговою маркою Toshiba. Ім’я Dynabook уже використовувалося Toshiba на японському ринку з 1989 року для ноутбуків.
Зокрема, під керівництвом Toshiba в 1985 році компанія випустила Toshiba T1100, який вважався першим комерційним ноутбуком.  Компанія була великим виробником ПК, поки падіння статків не призвело до того, що Toshiba продала бізнес компанії Sharp у 2018 році, а нові продукти відтоді ребрендингували на Dynabook по всьому світу.

## Історія

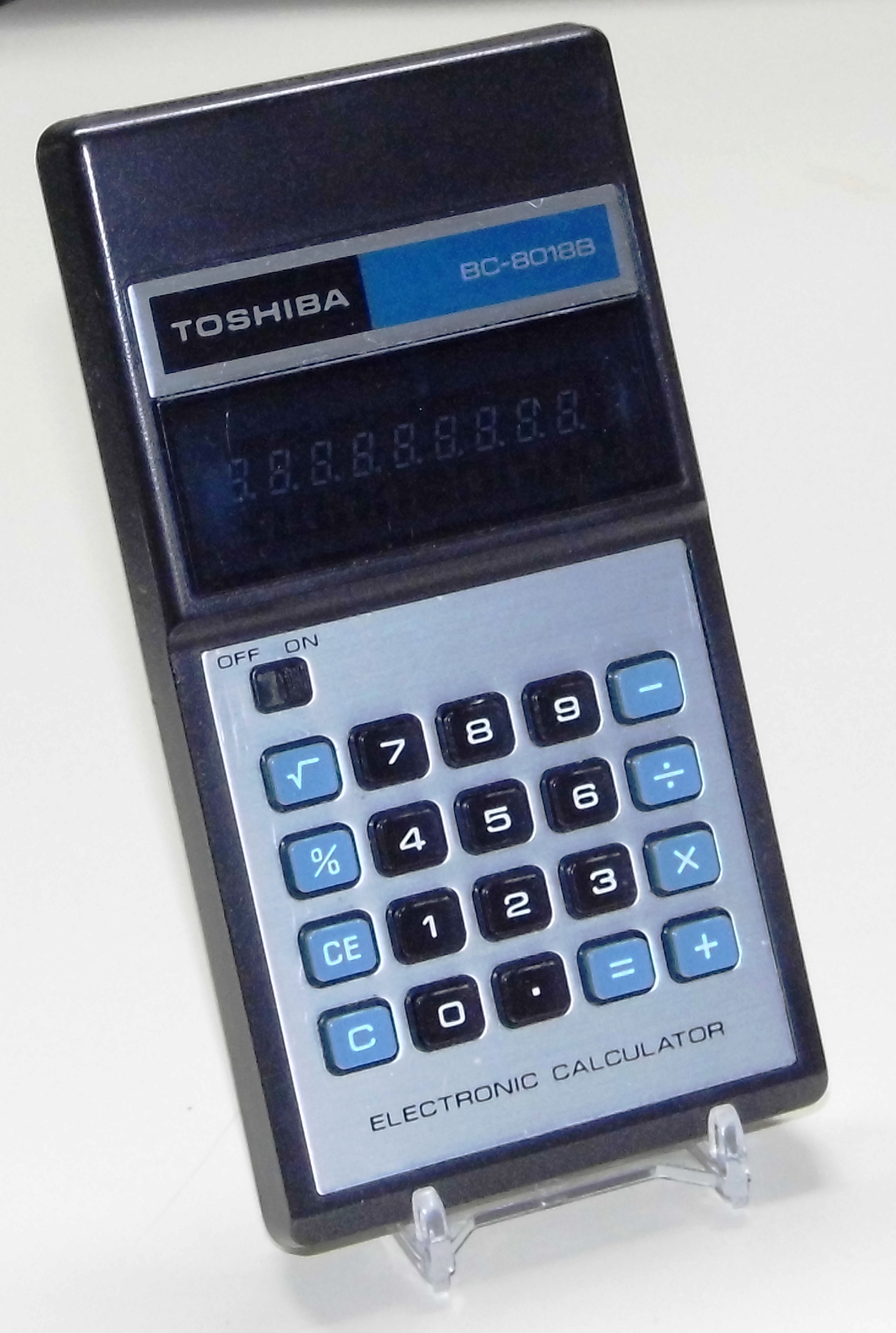
Калькулятор Toshiba від Toshiba Business Machine Company, 1970-ті роки

Виникнення компанії сягає 1950-х років як виробника друкарських машинок під назвою Kawasaki Typewriter Co., Ltd., яку в 1958 році купила Tokyo Shibaura Electric Co., Ltd. (пізніше Toshiba Corporation), і компанія змінила назву на Toshiba Typewriter Co., Ltd. У 1968 році назву змінили на Toshiba Business Machine Co.
Корпорація Toshiba заснувала компанію Toshiba Business Computers Co. у 1977 році, яка була об’єднана з Toshiba Business Machines у 1984 році, у результаті чого компанія отримала назву Toshiba Information Systems Corporation. У квітні 2016 року контроль над бізнесом ПК було передано торговій компанії, орієнтованій на вітчизняні корпорації, шляхом поділу компанії на Toshiba Corporation, яка в результаті отримала назву Toshiba Client Solutions Co., Ltd.
У 2018 році корпорація Toshiba опинилася в розпалі бухгалтерського скандалу, і її потребували скоротити витрати;  Toshiba Client Solutions Co., Ltd. (TCS), підрозділ персональних комп'ютерів, став 80,1% власності Sharp Corporation,  у свою чергу контрольним власником Foxconn;  Sharp заплатила 36 мільйонів доларів за акції.  Тоді TCS змінила свою корпоративну назву на Dynabook, Inc. Це ознаменувало повернення Sharp Corporation на ринок ПК, оскільки останній раз продавала Mebius в Японії в 2010 році, а раніше також серії Actius і WideNote у всьому світі. 30 червня 2020 року Sharp використала кол-опціон на решту 19,9% акцій, у результаті чого Dynabook повністю стала власністю Sharp у серпні 2020 року, і оголосила про плани щодо первинного розміщення акцій Dynabook у 2020 або 2021 роках.
Станом на 2019 рік річний обсяг продажів Dynabook Inc. склав 162,9 мільярда ієн (1,5 мільярда доларів США) і налічував 2680 співробітників.  У 2024 році в компанії було 1867 співробітників і 8,55 мільярдів ієн капіталу.

### Ера Toshiba

#### Комп'ютери Toshiba
Історія Toshiba з комп’ютерами сягає 1950-х років. Toshiba працювала з дослідниками Токійського університету та виготовила комп’ютер на вакуумній лампі під назвою TAC, що містить 7000 ламп і 3000 діодів.  Потім у 1960-х роках компанія розробила та випустила мейнфрейми TOSBAC (TOshiba Scientific and Business Automatic Computer), у тому числі першу з власною операційною системою, випущену в 1964 році. Ця ОС називалася TOPS-1, заснована на моніторі Fortran. Вони також співпрацювали з General Electric Company Сполучених Штатів.  У 1981 році Toshiba випустила перший у лінійці домашніх комп'ютерів під назвою Pasopia, які працювали на базі операційної системи BASIC. Оригінальна модель також продавалася в Сполучених Штатах під назвою Toshiba T100. Toshiba Pasopia IQ була окремою лінійкою, сумісною з MSX.
У 1985 році Toshiba випустила Toshiba T1100, 8-бітний IBM PC-сумісний комп’ютер, який, на їхню думку, став першим в історії ноутбуком для масового ринку.  Компанія випустила Toshiba T3100 у 1986 році, який був 16-розрядним ; його японський варіант Toshiba J-3100 був першим 16-розрядним ПК у Японії.  У 1987 році був представлений Toshiba T1000.

#### Перший Dynabook

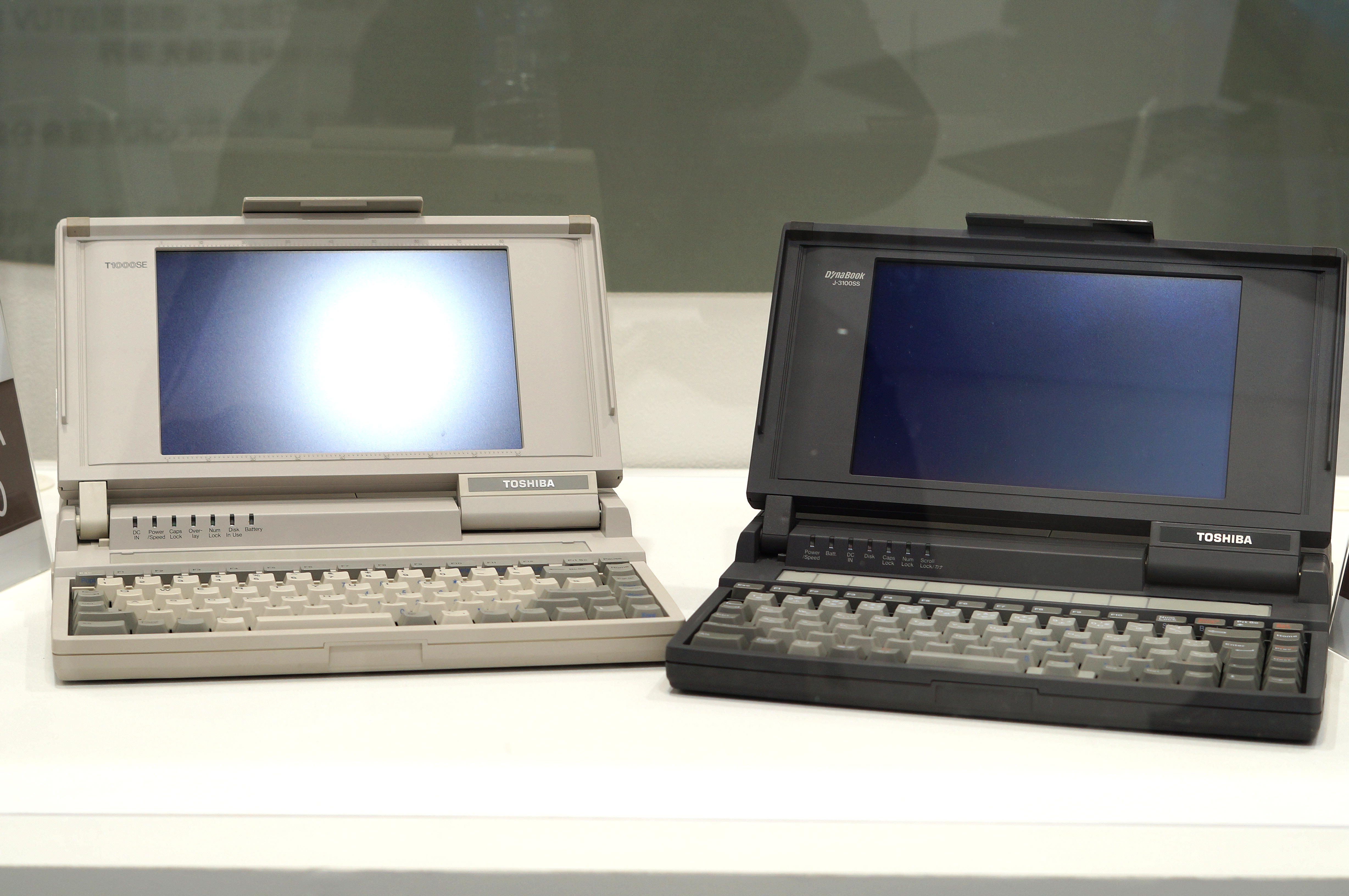
Оригінальні «Dynabook»: Toshiba T1000SE та Toshiba DynaBook J-3100 SS001

«Dynabook» — концепція портативного комп’ютера, яку вперше представив Алан К. Кей у 1960-1970-х роках.  Тецуя Мізогучі, керівник підрозділу мейнфреймів Toshiba, прочитав статтю Кея «Персональні динамічні медіа» в IEEE Computer за березень 1977 року ; Натхненний концепцією комп’ютера, який міг би носити з собою та використовувати будь-хто будь-якого віку, Мізогучі вирішив розробити такий комп’ютер.  Торговою маркою Dynabook вже володіли інші компанії в Японії та Сполучених Штатах: корпорація ASCII придбала права в Японії, тому Toshiba заплатила ASCII за використання назви там. Також вдалося придбати права на товарні знаки у Великобританії, Франції та Західній Німеччині.
Перший комп’ютер Toshiba під назвою DynaBook був анонсований 26 червня 1989 року, випущений в Японії (номер моделі J-3100 SS001) з 3,5-дюймовим дисководом і повнорозмірною клавіатурою, вагою п’ять фунтів. Його компактні розміри (тодішнє початкове визначення « ноутбука ») у поєднанні з низькою ціною зробили його головним хітом у країні та призвели до того, що компанія Toshiba прийняла бренд DynaBook для більшості своїх майбутніх ноутбуків, що продаються. всередині країни.  Toshiba і сучасна Dynabook Inc. відтоді відзначають його як «перший у світі ноутбук».
Пізніше DynaBook був випущений в Америці, але оскільки назва не могла бути використана, він був випущений як Toshiba T1000SE.  У серпні 1989 року Мізогуті надіслав Кею лист і Toshiba T1000SE в Бостон, а в грудні Кей був гостем Мізогуті в Toshiba.  DynaBook разом із NEC 98 Note разом становили «переважну більшість» продажів ноутбуків у Японії в 1990 році.  У 1990 році T1000SE став обов'язковим для всіх 82 студентів Методистського жіночого коледжу Мельбурна.

#### 1990-ті та 2000-ті роки

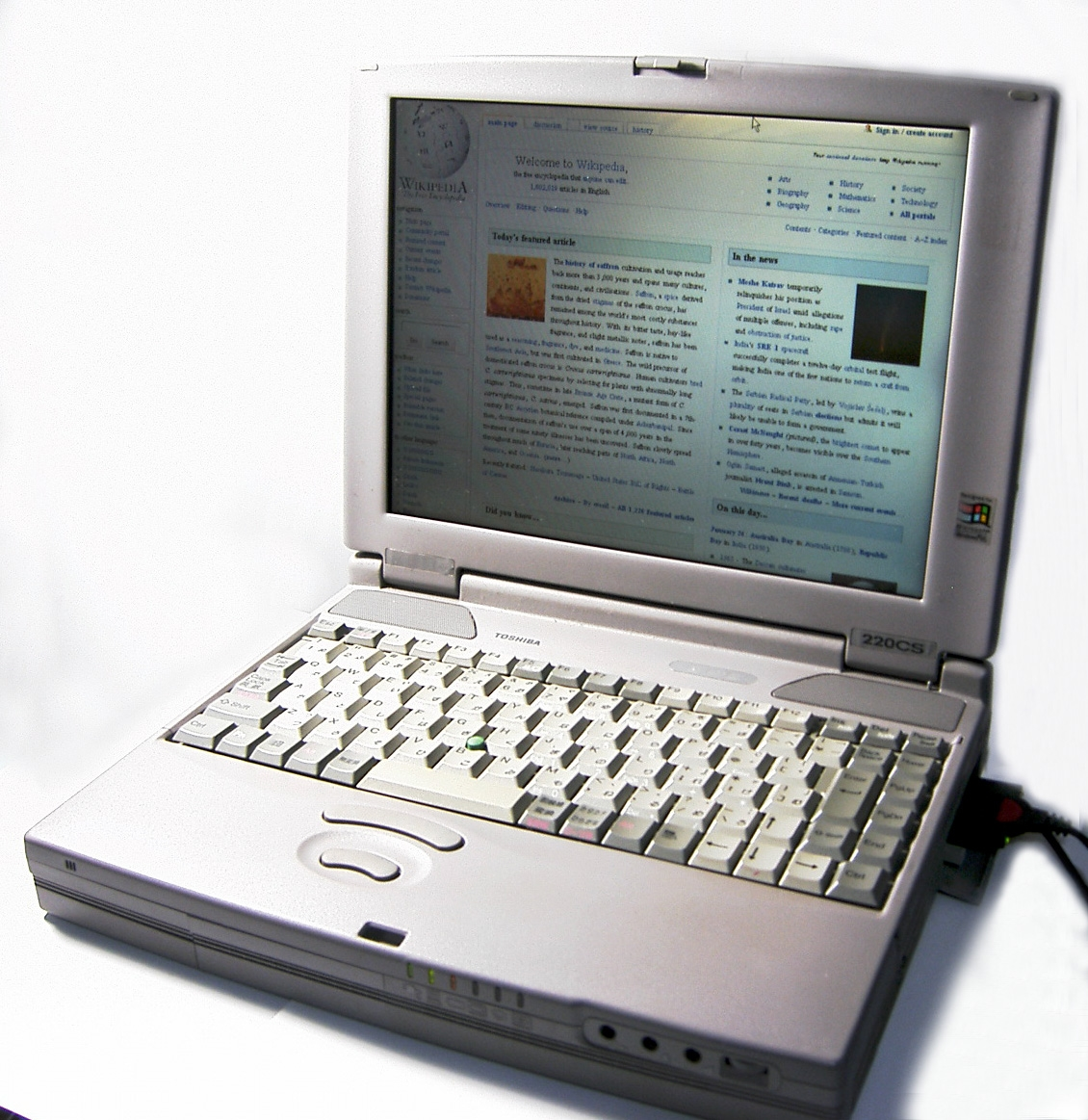
Toshiba Satellite 220CS (1997)

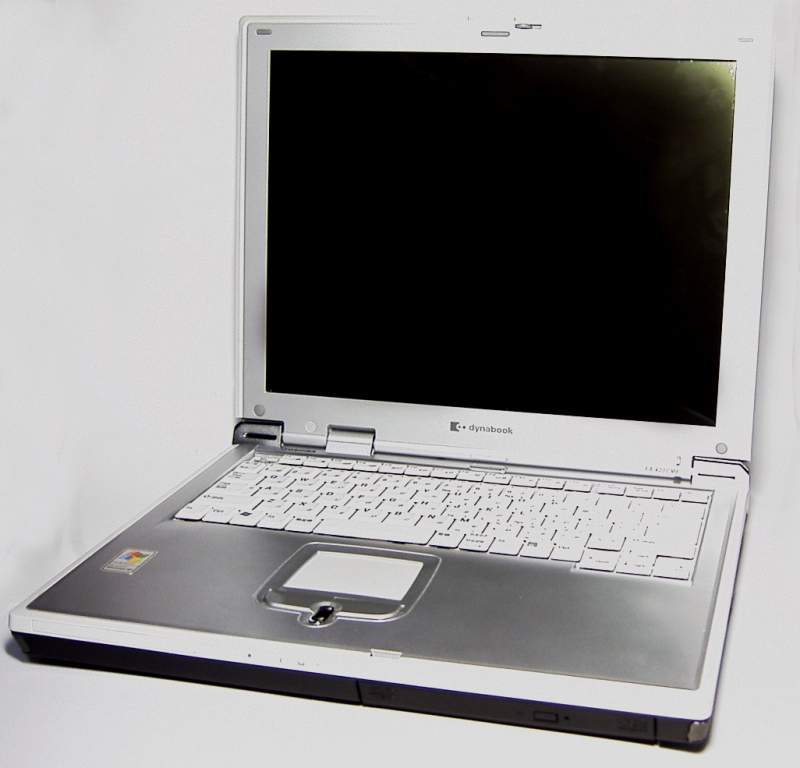
Dynabook E7 518CME (2003, японська модель)

На початку 1990 року Toshiba випустила T1000XE і T1200XE, спрямовані на конкуренцію LTE від Compaq.  У 1992 році Toshiba випустила в Японії DynaBook EZ, який мав програми, вбудовані в ППЗ. Наступного року було випущено EZ486P із чіпом i486SX із вбудованим принтером, який продали 3 мільйони по всьому світу.  Також у 1993 році Toshiba випустила планшетний комп’ютер із пером під назвою DynaPad.
Серію Satellite було запущено як недорогу лінійку ноутбуків.  У 1995 році Toshiba випустила серію Tecra, яка була описана як «флагманський високопродуктивний мобільний комп’ютер».  У вересні 1996 року Toshiba анонсувала свій перший споживчий настільний комп’ютер на американському ринку під назвою Infinia, висококласний комп’ютер Pentium чорного кольору з платою аналогового ТБ / FM-радіо, включеною в найвищу конфігурацію.  Того ж року компанія також випустила свій перший Libretto, субноутбук або кишеньковий комп'ютер під керуванням Windows 95.
Toshiba випустила свій 10-мільйонний ноутбук у 1997 році.  У листопаді 1997 року компанія оголосила про припинення виробництва лінійки настільних ПК Infinia.  У 2002 році компанія випустила Portege 2000, названий «найтоншим ноутбуком» і вагою 2,6 фунта.  Планшетний ПК Tecra M4 був випущений у 2005 році.  У вересні 2006 року Toshiba відкликала тисячі акумуляторів, поставлених Sony, які постачалися з деякими з її ноутбуків, оскільки вони могли втрачати заряд. Однак, на відміну від відкликання акумуляторів Apple і Dell у серпні 2006 року, які також постачалися Sony, Toshiba повідомила, що його пошкоджені акумулятори не становлять пожежної небезпеки.
У 2008 році Toshiba випустила Qosmio G55, перший ноутбук із вбудованою технологією процесора Cell, яку Toshiba спільно розробила для PlayStation 3 від Sony.  У грудні 2008 року Toshiba та Sun Microsystems оголосили, що Toshiba буде поставляти ноутбуки з OpenSolaris у США, починаючи з 2009 року.

#### 2010-ті роки

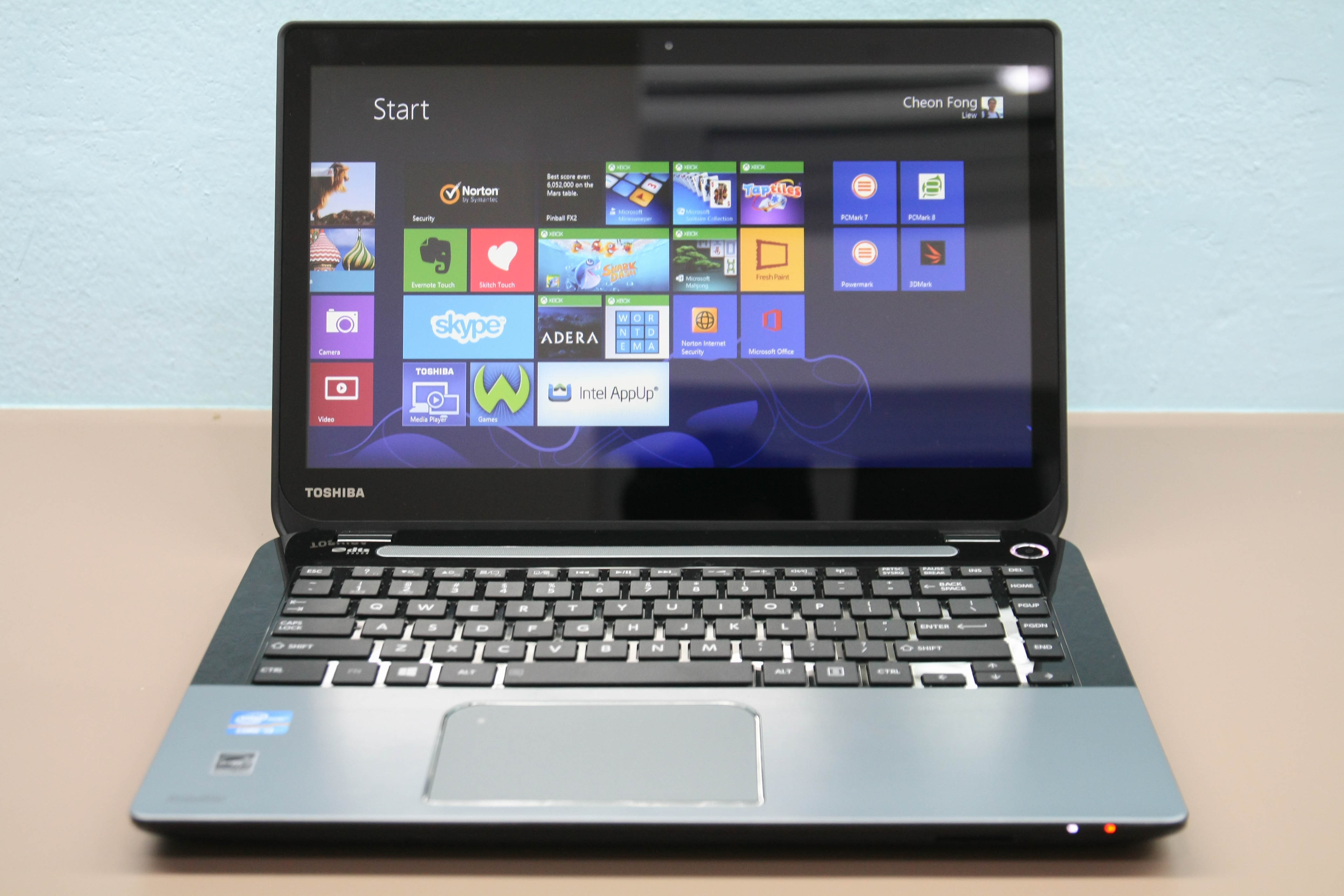
Toshiba Satellite S40t під керуванням Windows 8

У 2010 році Toshiba Libretto W100 був одноразовим відродженням лінійки Libretto  і став «першим ноутбуком із подвійним сенсорним екраном».  У квітні 2011 року Toshiba анонсувала DynaBook Qosmio T851/D8CR, описаний як «перший у світі 3D-ноутбук без окулярів, здатний відображати 3D- і 2D-вміст одночасно на одному екрані». Його планували випустити в Японії.  Toshiba Portégé Z830 був представлений як їхній перший ультрабук.
У 2013 році Toshiba випустила Kirabook (Dynabook Kira в Японії), ноутбук високого класу з Windows 8.  У 2014 році компанія випустила планшет Toshiba Encore Windows 8.1 і Excite Go, бюджетний планшет Android.  У рейтингу найкращих і найгірших брендів ноутбуків LaptopMag.com Toshiba посіла останнє місце в 2013 році і знову в 2016 році; у 2011 році вона посіла четверте місце.   Планшет DynaPad під керуванням Windows 10 був випущений у жовтні 2015 року.  У березні 2016 року Toshiba оголосила, що припинить продаж споживчих ноутбуків на західних ринках через падіння прибутків і замість цього зосередиться лише на бізнес-продукти та прагнення отримати прибуток за допомогою міжбізнес-продажів продуктів преміум-класу.  У 2017 році Toshiba анонсувала кабріолет Portege X20W 2-в-1.
У 1990-х роках Toshiba була найбільшим виробником ноутбуків у всьому світі.  Однак його присутність у настільних комп’ютерах була обмеженою, що призвело до того, що врешті-решт він залишив настільні комп’ютери та зосередився виключно на мобільних пристроях.  Toshiba залишалася одним із найбільших постачальників на ринку протягом 2000-х років, і станом на 2011 рік компанія продала 17,7 мільйонів ПК. Однак згодом він почав стрімко падати, коли продажі впали лише до 1,4 мільйона в 2017 році (зменшення на понад 90% за шість років).

### Ера Sharp

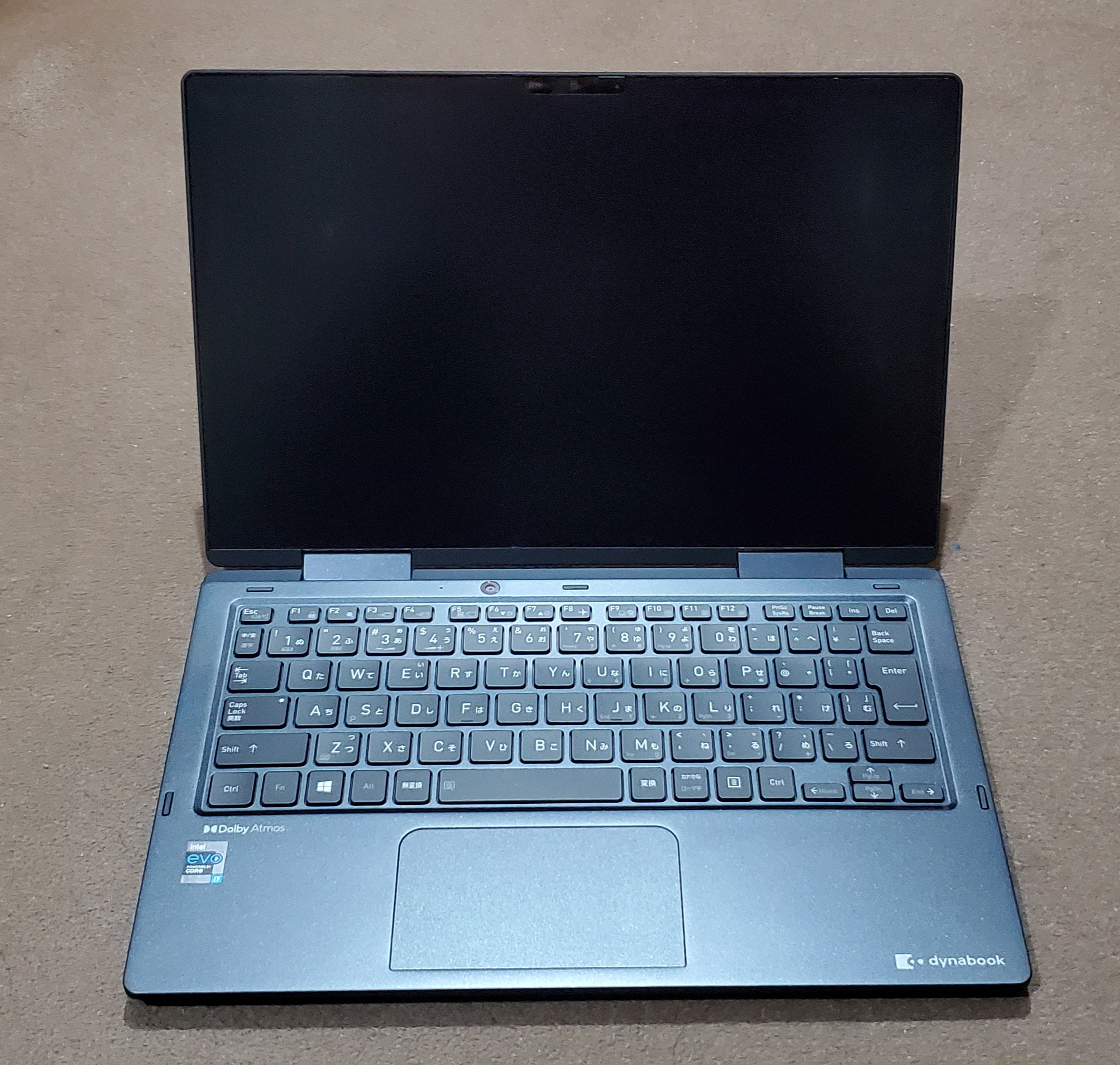
Dynabook Kira VZ83 (2020)

Оскільки Toshiba опинилася в скруті через бухгалтерський скандал і під тиском скоротити витрати, вона продала більшу частину свого бізнесу ПК Sharp Corporation. Як наслідок, у 2019 році назва компанії та бренд було змінено на Dynabook.  У 30-ту річницю запуску оригінального DynaBook у 1989 році, у липні 2019 року були представлені перші продукти під брендом Dynabook: Portégé X30-F, Tecra X40-F і Portégé A30-E, як наступники попереднього покоління моделей бренду Toshiba.  Також серія Dynabook G була анонсована для Японії в рамках святкування 30-річчя бренду.  
Dynabook продовжує виготовляти дуже легкі ноутбуки, особливо в преміальній лінійці Portégé.  З тих пір вони також випустили спеціальні моделі для освіти та TAA-сумісні моделі для використання урядом.
У 2021 році Dynabook випустила свій перший Chromebook під назвою C1 для японського ринку.  Станом на 2022 фінансовий рік Dynabook є п’ятим за величиною постачальником ПК у Японії з часткою ринку 8%, поступаючись FCCL (Fujitsu), Dell, HP, NEC і лідеру – Lenovo Group.
У лютому 2024 року Dynabook оголосила про відкликання мільйонів адаптерів змінного струму, які поставлялися з ноутбуками Toshiba з 2008 по 2012 рік, через небезпеку опіків і пожежі, запропонувавши замінити їх безкоштовно.

## Асортимент продукції

### Поточні
- Portégé – бізнес-ультрабуки преміум-класу,[58]  раніше субноутбуки (1994–дотепер)
- Tecra – бізнес-ноутбуки (1994–дотепер)
- Satellite Pro – недорогі та «необхідні для бізнесу» ноутбуки,[59]  раніше серед споживачів (1994–2016, 2020–дотепер)
- Серія E – бюджетні освітні ноутбуки та конвертовані ноутбуки (2021–дотепер)

#### Внутрішній ринок Японії
- Серія T, серія T/X, серія C, серія Y (домашні ноутбуки) [60]
- Серія R, серія G, серія GS, серія S, серія M (мобільні ноутбуки)
- Серія V, серія F, серія K (кабріолети)
- DynaDesk (стільні ПК) [61]

### Колишні
- Libreto – кишенькові субноутбуки (1996–2002, 2005, 2010)
- Qosmio – ігрові ноутбуки (2004–2014)
- Satellite – споживчі ноутбуки (1992–2016)
- Серія T – різні портативні комп’ютери та деякі настільні комп’ютери (1981–1995)
- Equium –
- Infinia – мультимедійні настільні комп’ютери (1996–1998)
- Brezza – настільні комп’ютери (–1998; ринок Японії) [62]
- PV – настільні комп’ютери (–1998; ринок Японії) [62]
  - DynaTop – комп’ютери «все в одному» (ринок Японії) [63]

## Галерея продуктів

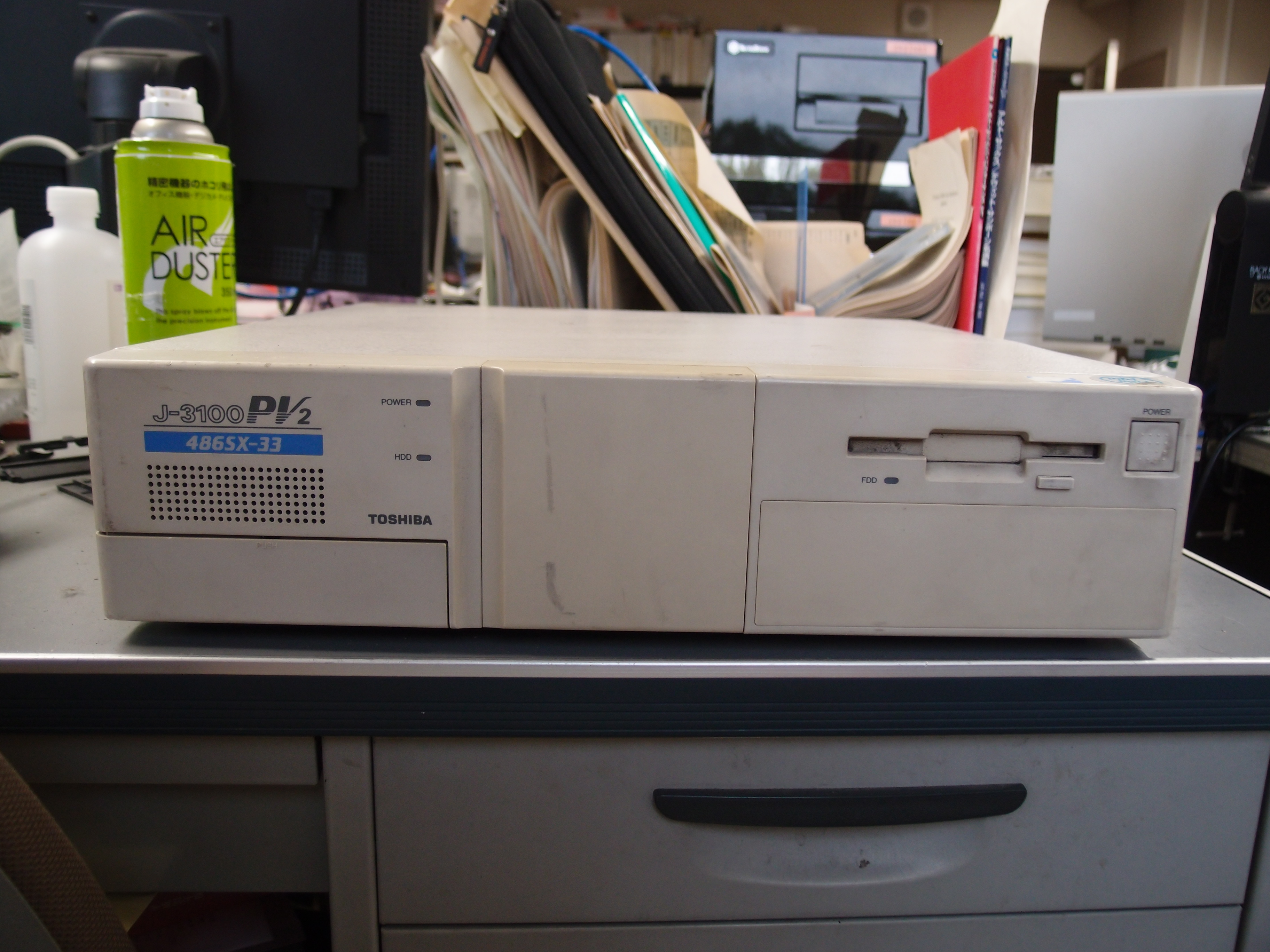
Toshiba J-3100PV2
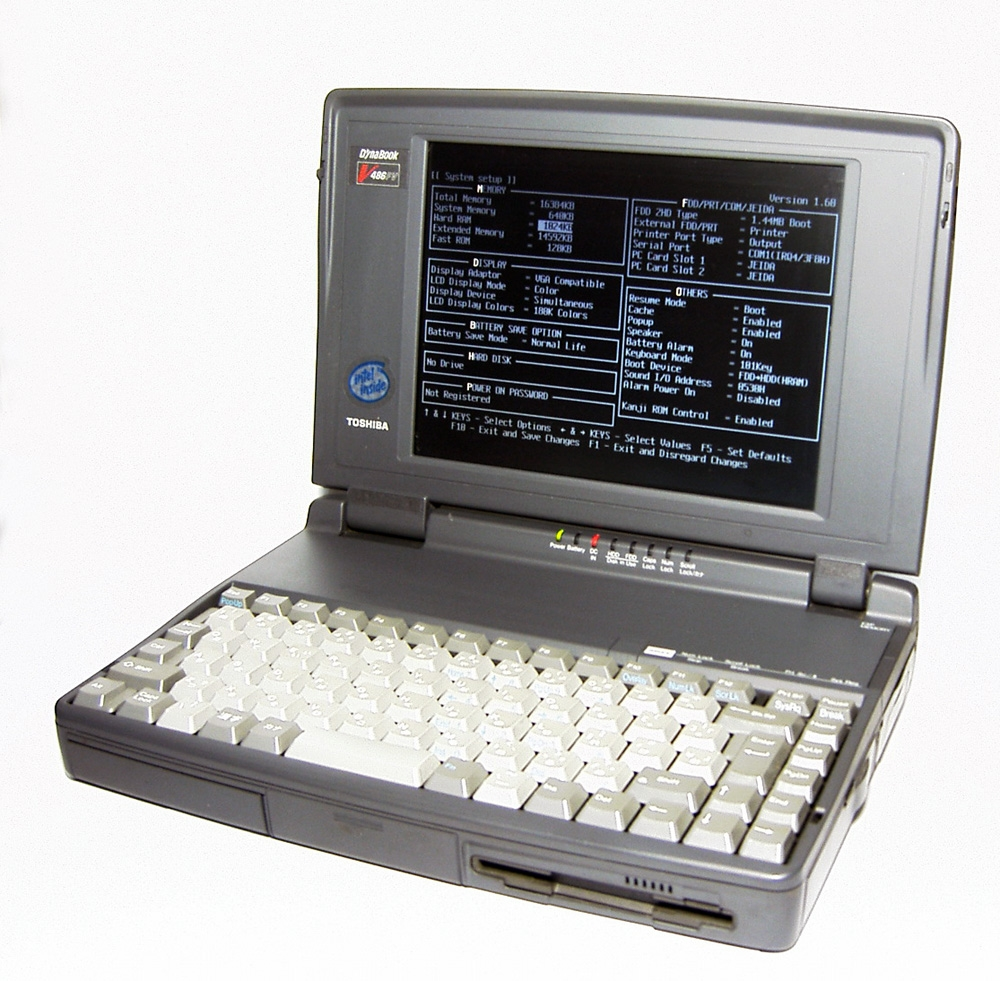
DynaBook FV475 501TW (1994)
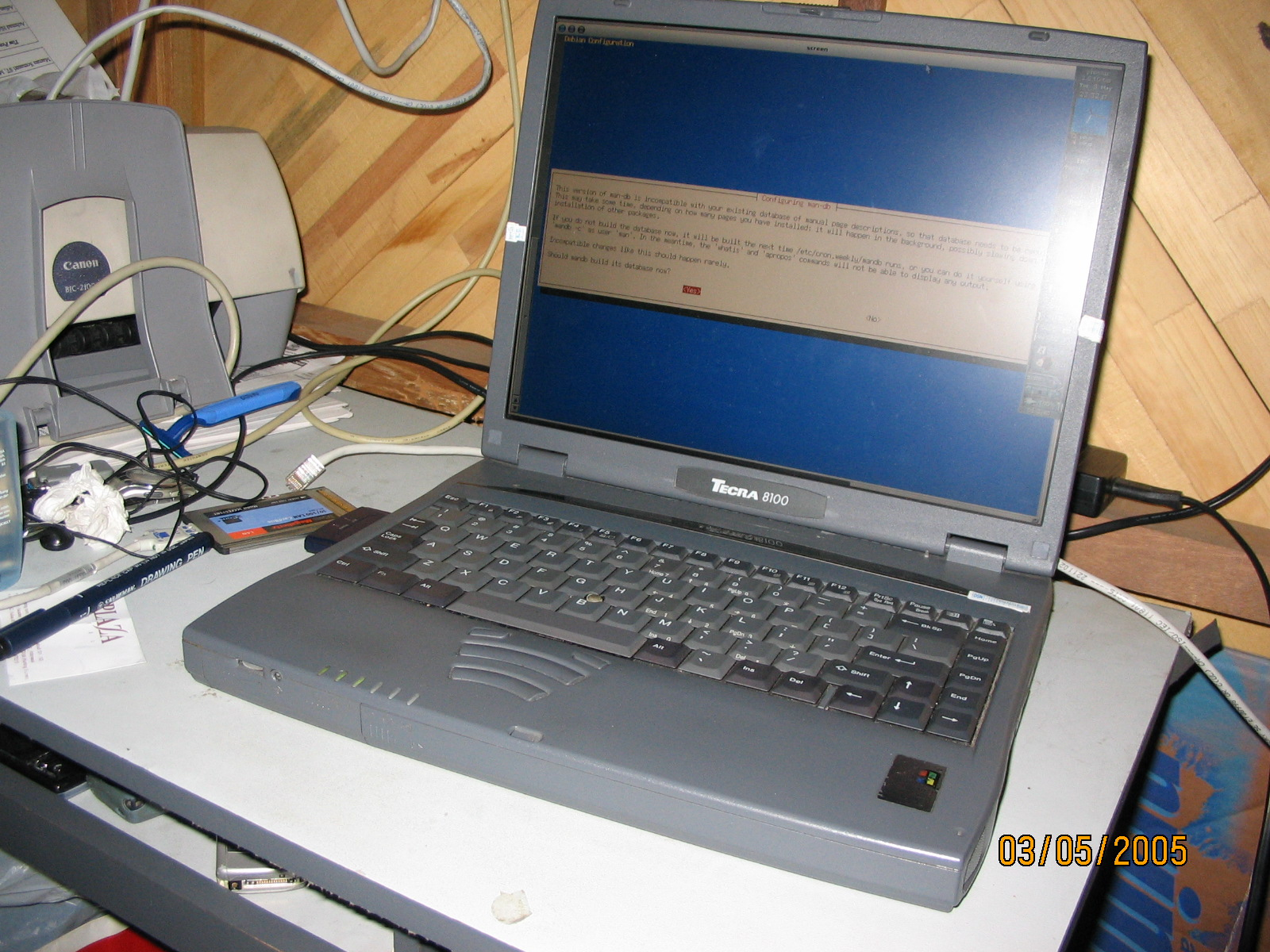
Toshiba Tecra 8100
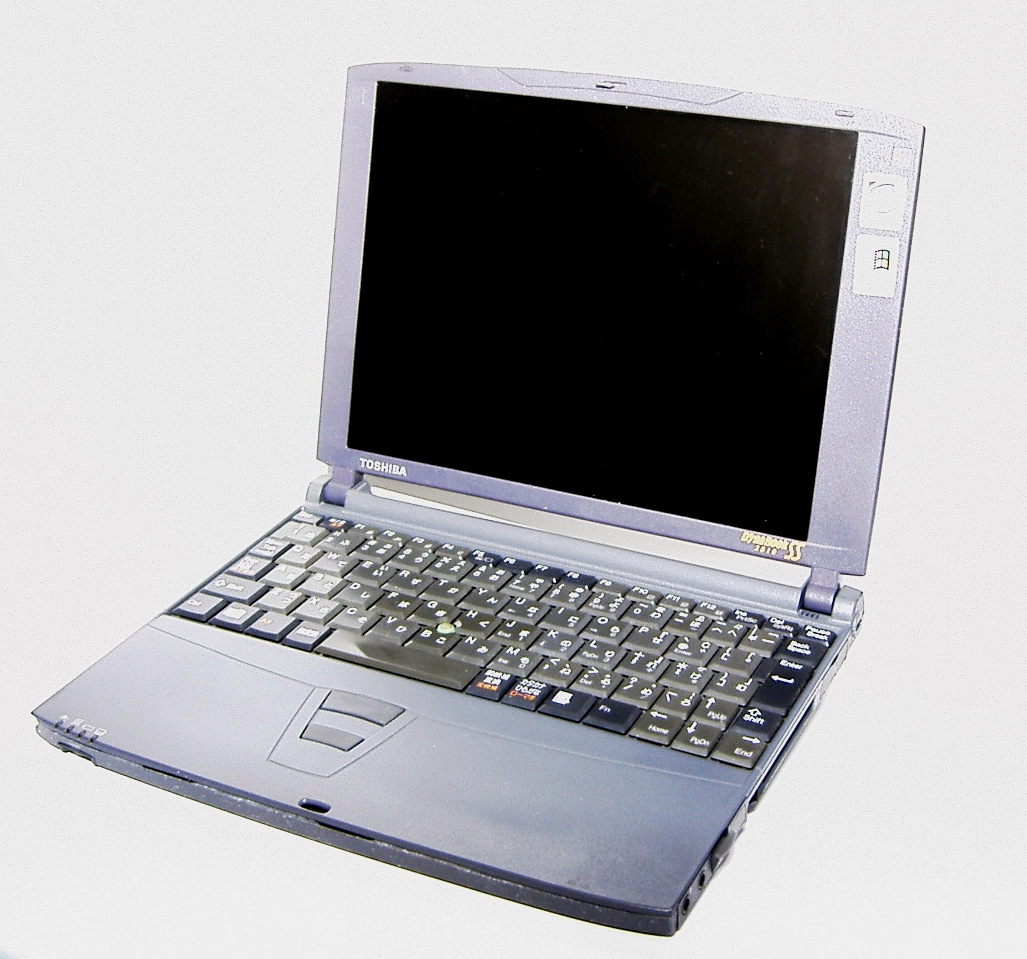
DynaBook SS 3010 (1998)
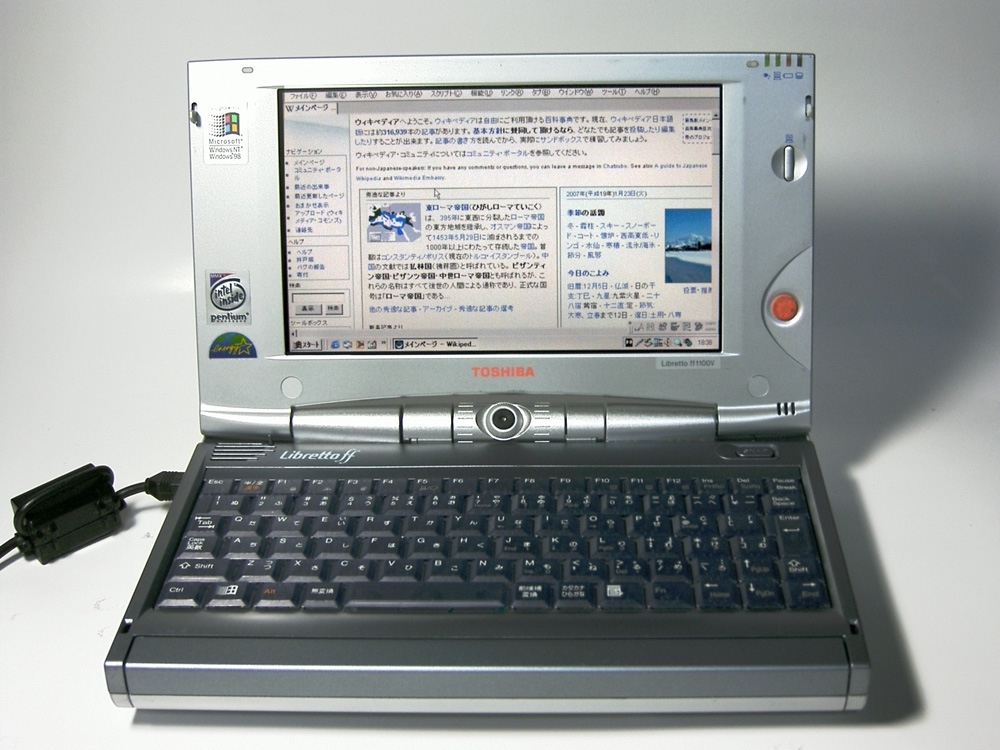
Toshiba Libretto ff 1000 (1999)
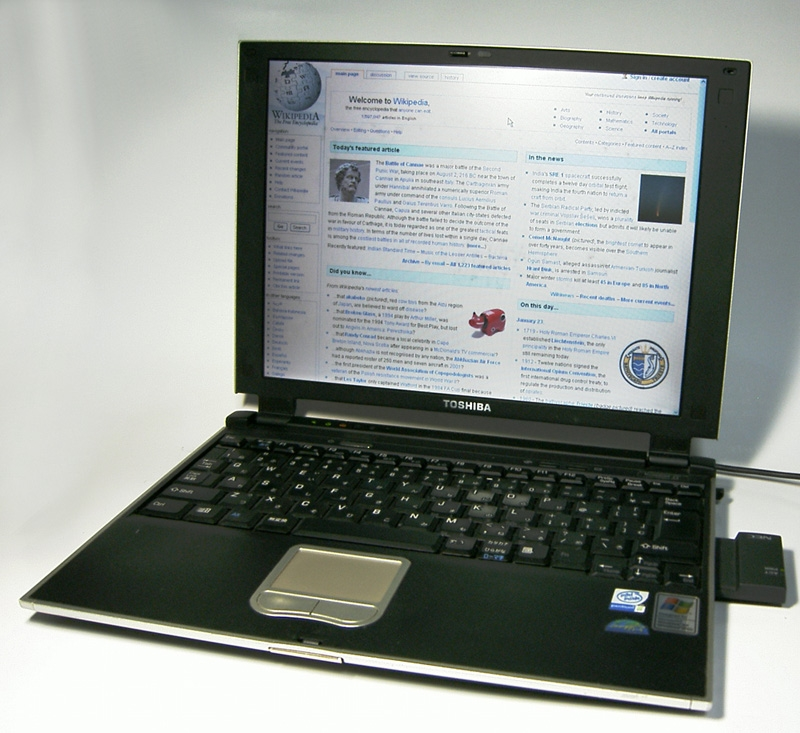
DynaBook SS 2000-DS80P (2001)
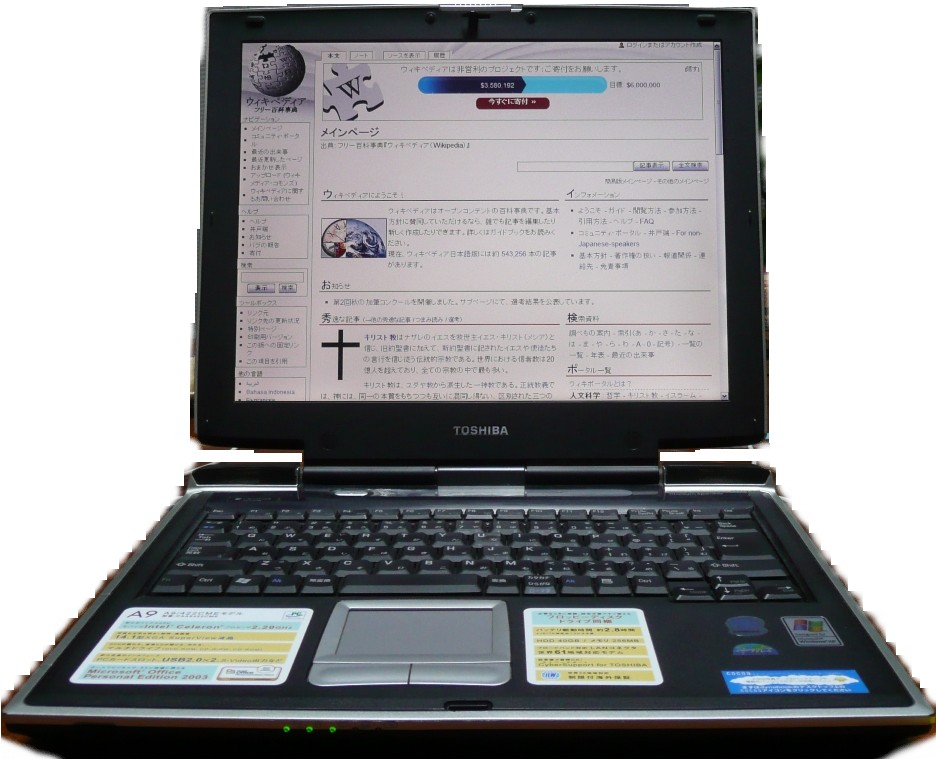
Dynabook A9 422CME (2003)
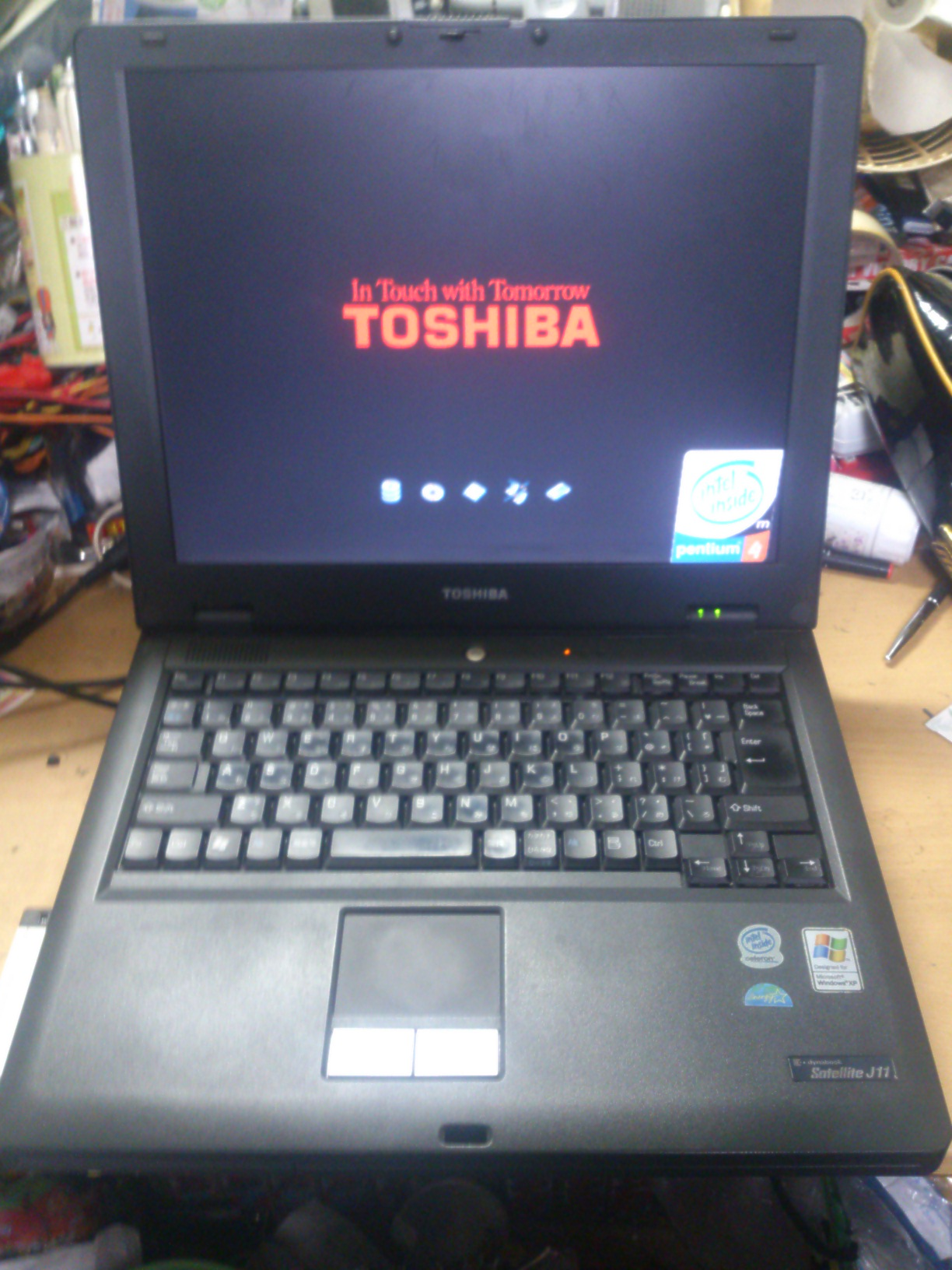
Dynabook Satellite J11 (2004)
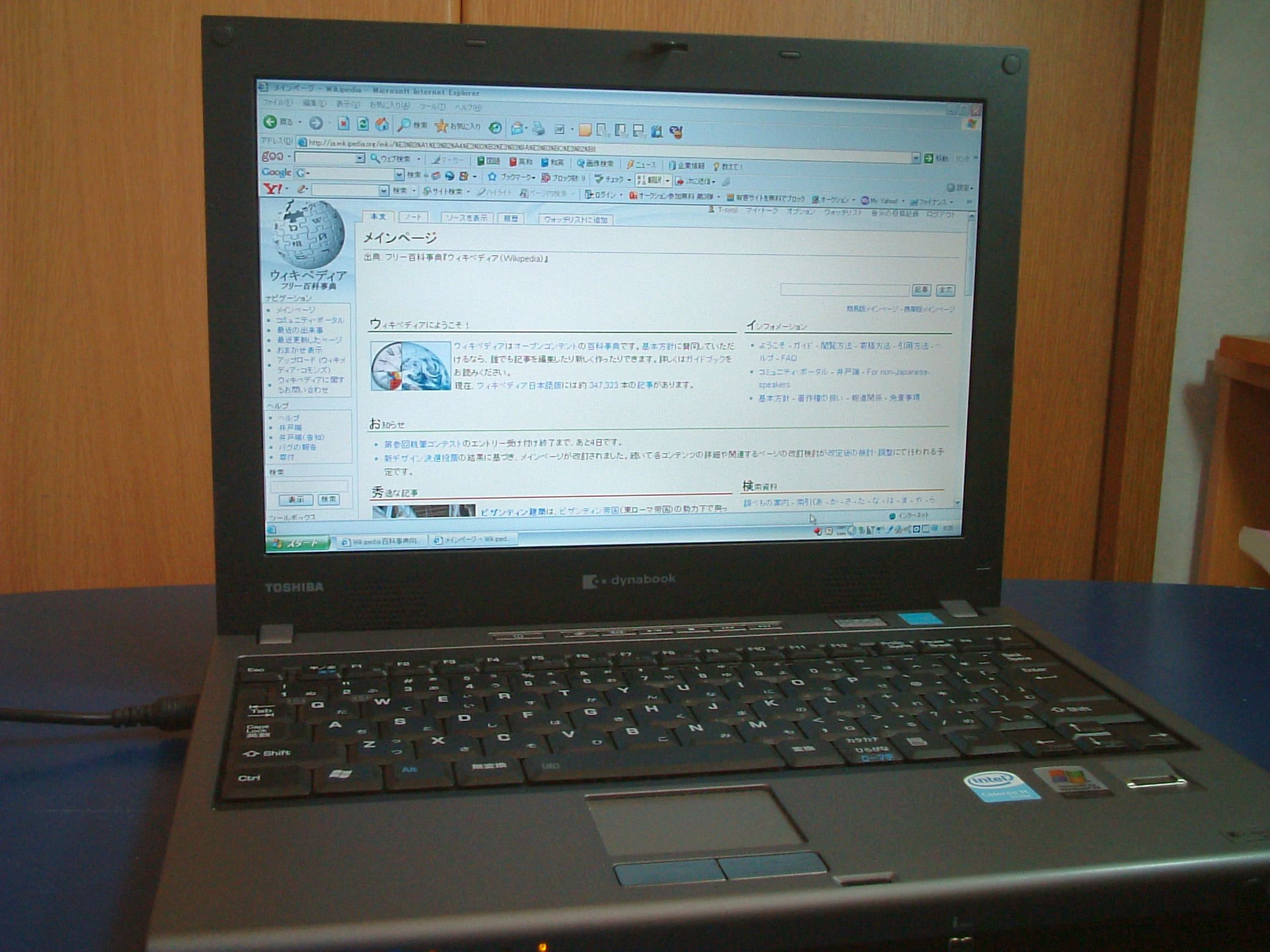
Dynabook SS MX/370LS (2006)
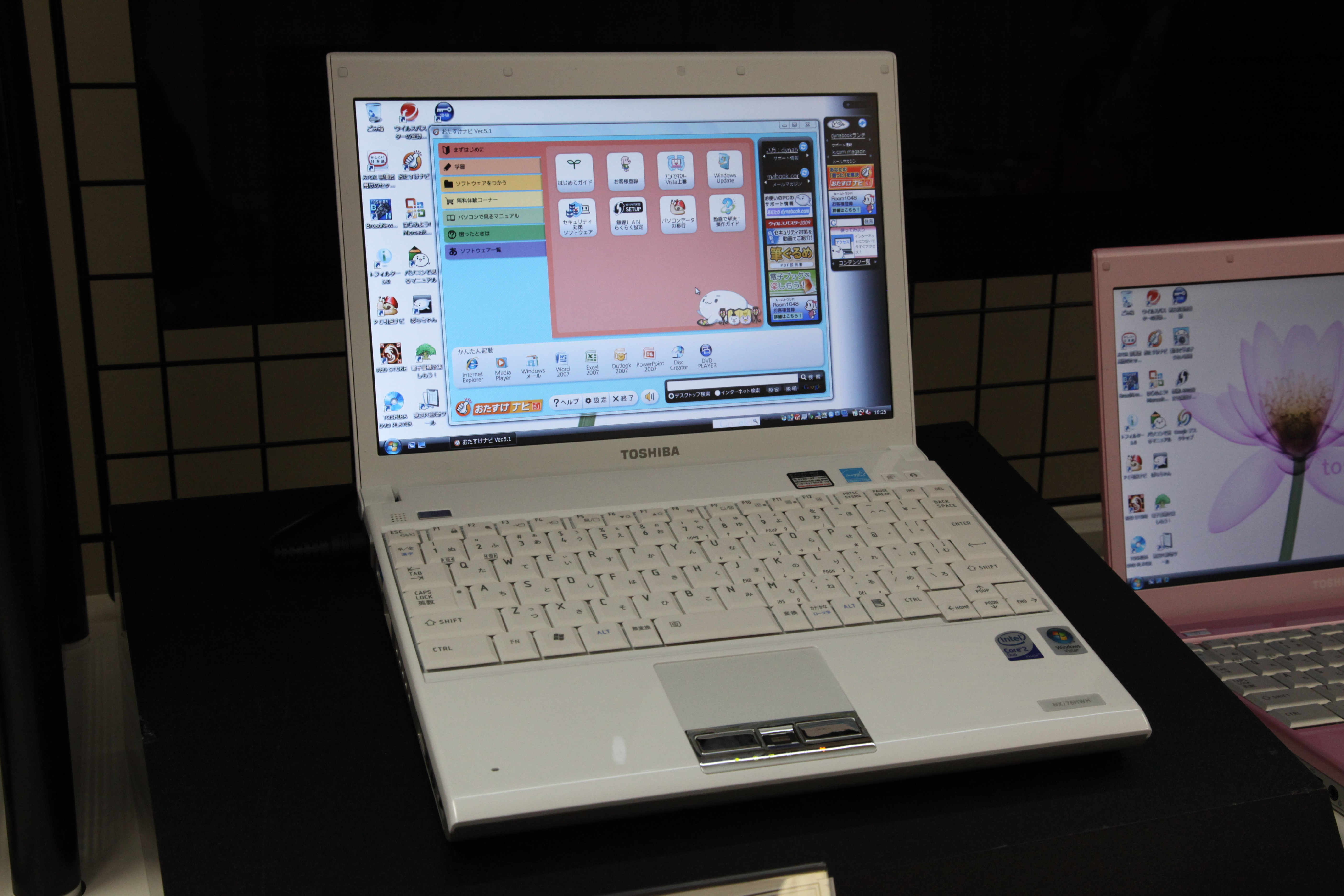
Dynabook NX / Toshiba Portégé A600 (2009)
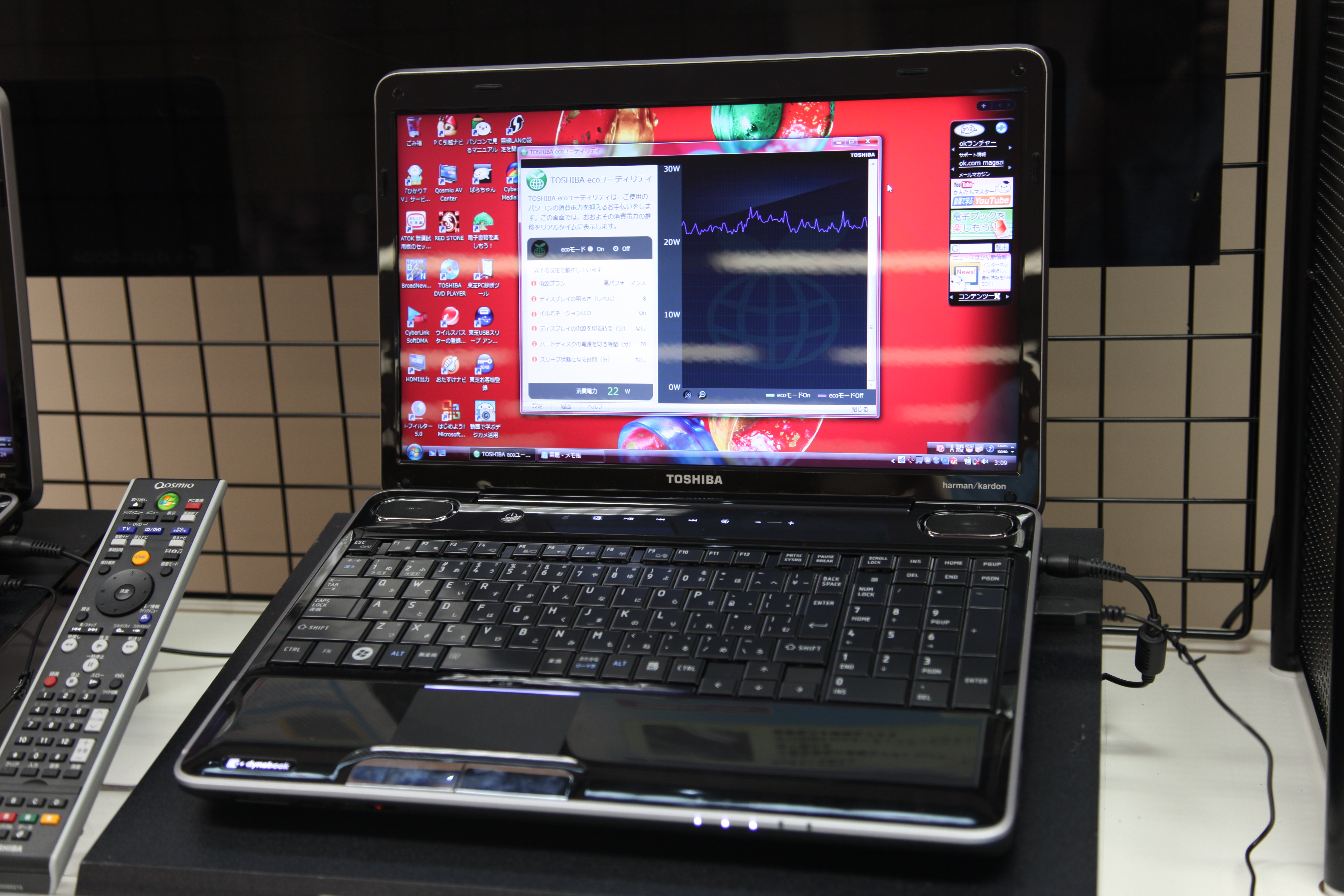
Dynabook TV (2009)
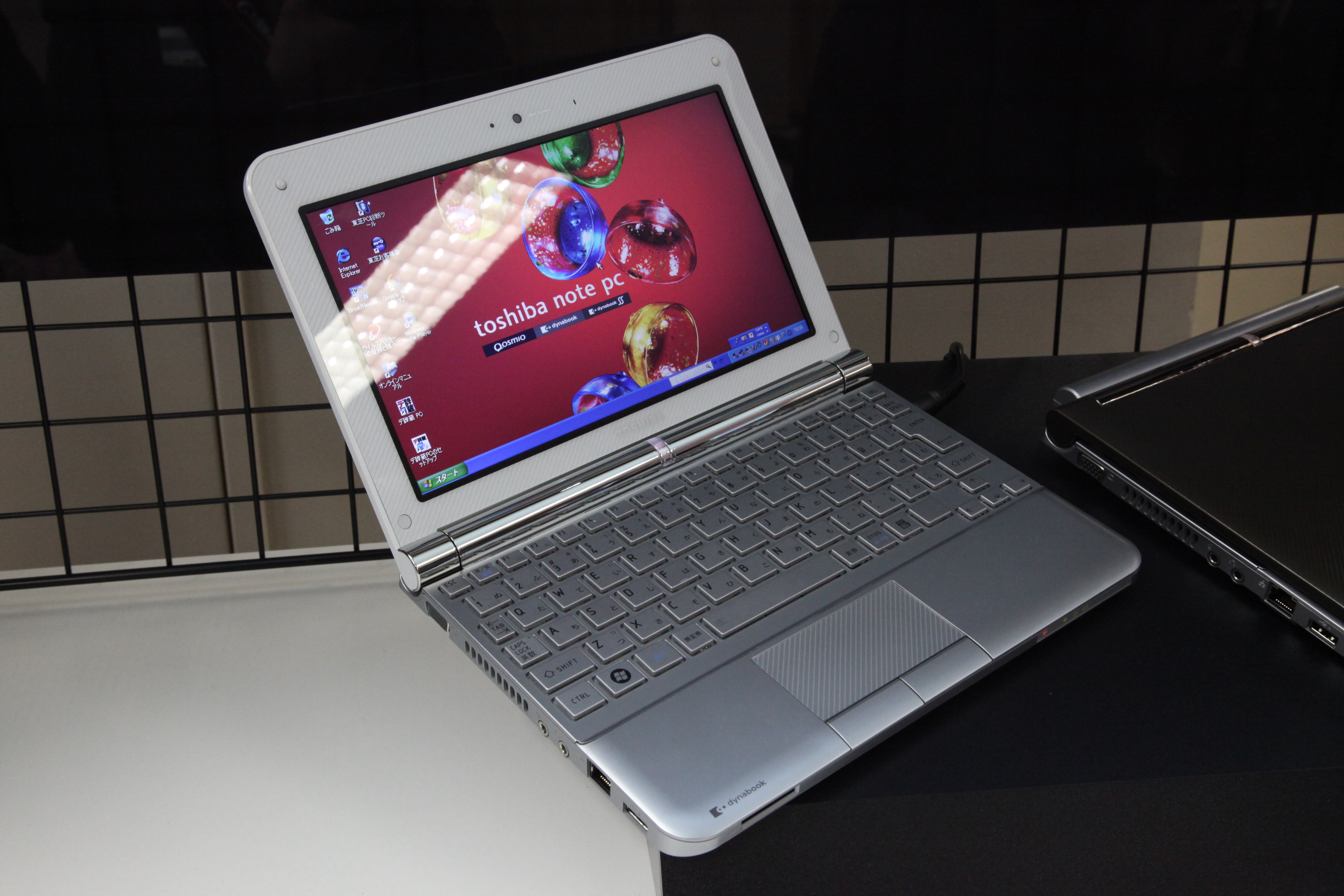
Dynabook UX / Toshiba NB200 (2009)
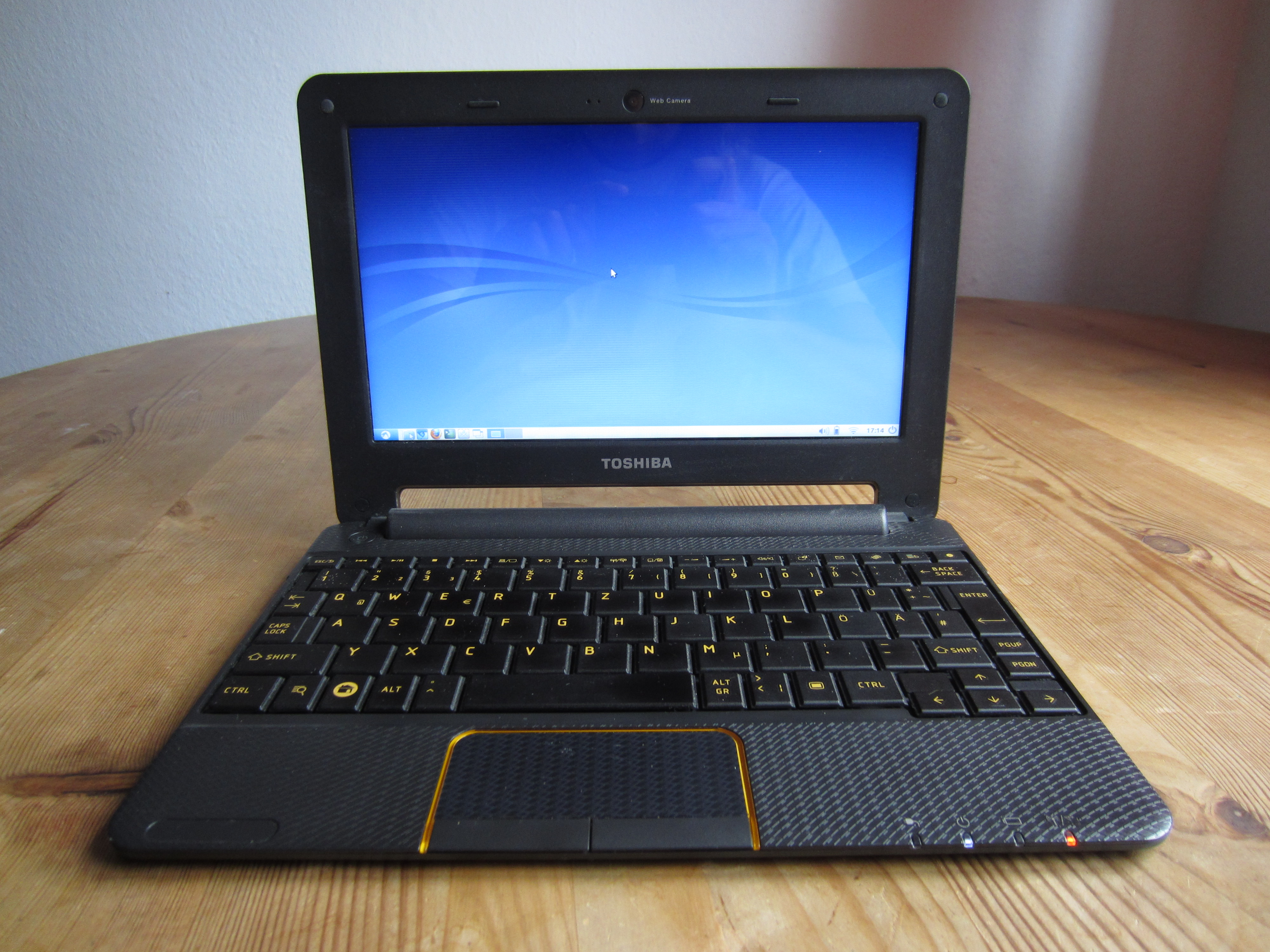
Toshiba AC100 (2010)
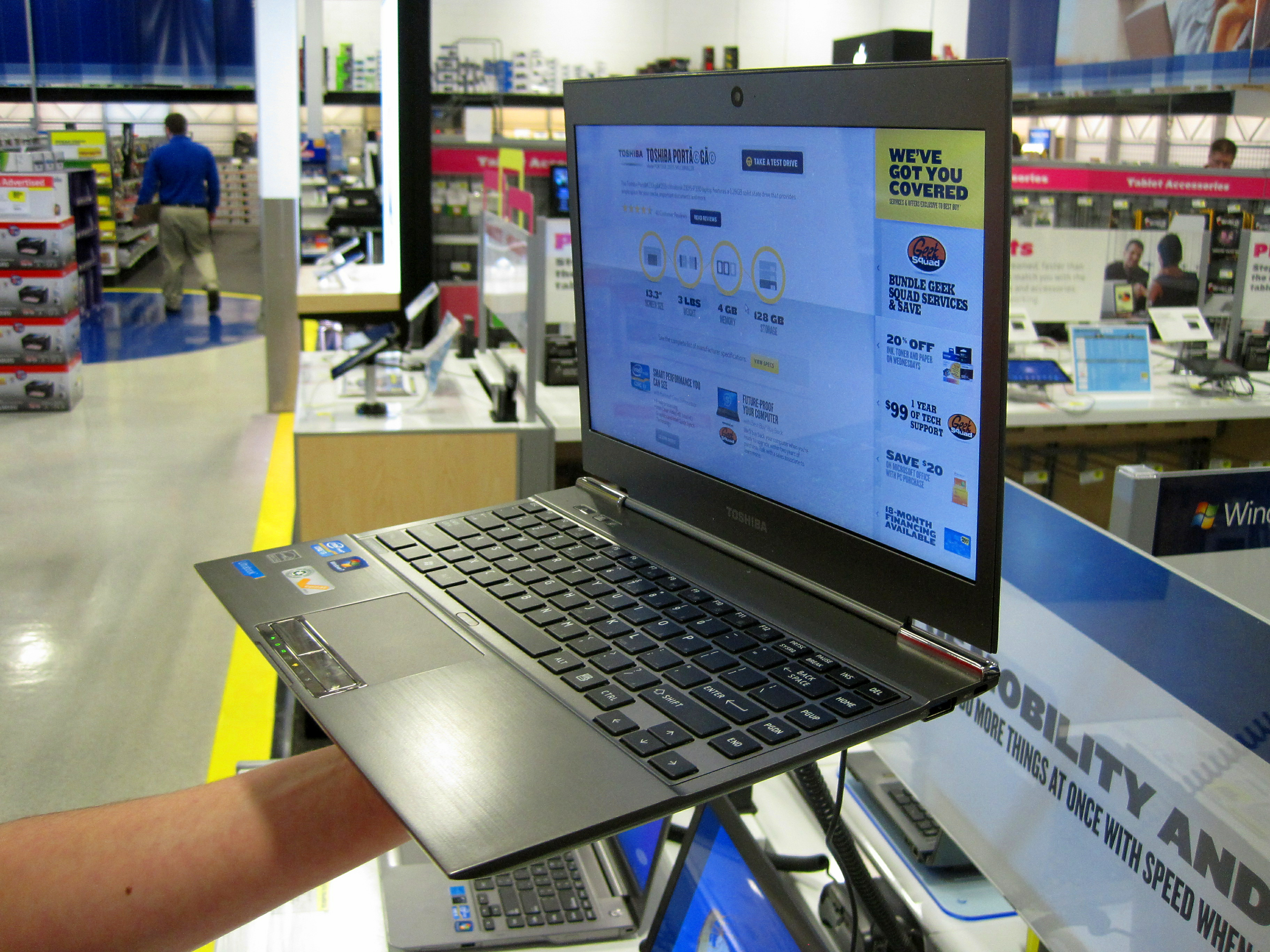
Toshiba Portégé Z830 (2011)
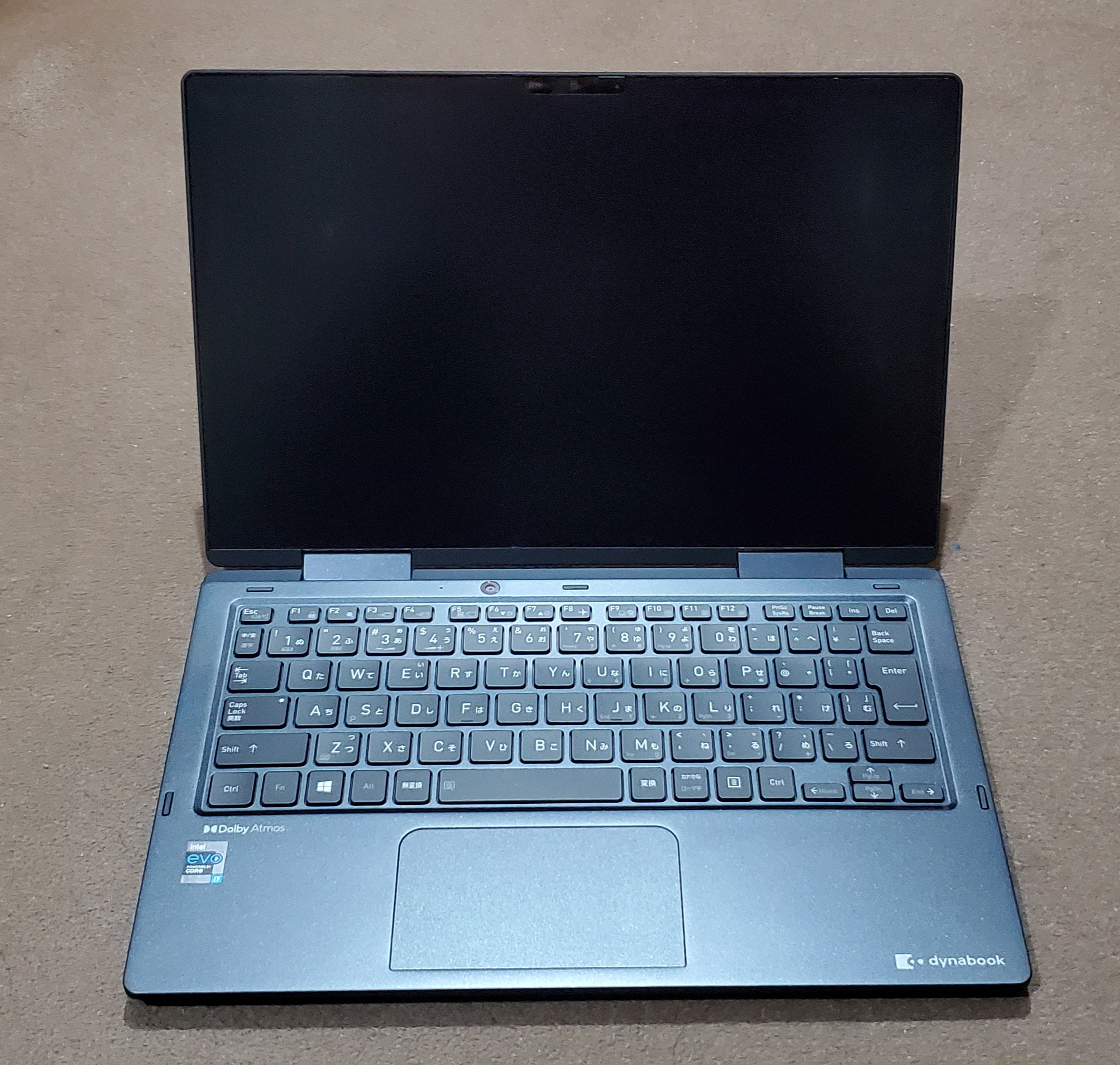
Dynabook Kira VZ83 (2020)